# Japanse iris
De Japanse iris (Iris ensata) is een vaste plant, die endemisch is in Japan waar de soort in het wild en gecultiveerd voorkomt. De soort kent drie cultivars: 'Hanashōbu', 'Kakitsubata' en 'Ayame'.
... · 
I. ensata (Japanse iris) · 
I. germanica (Blauwe lis) · 
I. latifolia · 
I. lutescens · 
I. pseudacorus (Gele lis) · 
I. pumila · 
I. reticulata · 
...